# Tomohyphantes
Genre
Tomohyphantes est un genre d'araignées aranéomorphes de la famille des Linyphiidae.

## Distribution
Les espèces de ce genre sont endémiques des îles Krakatoa en Indonésie.

## Liste des espèces
Selon World Spider Catalog (version 16.5, 4/12/2015) :
- Tomohyphantes niger Millidge, 1995
- Tomohyphantes opacus Millidge, 1995

## Publication originale
- Millidge, 1995 : Some linyphiid spiders from south-east Asia. Bulletin of British arachnological Soceity, vol. 10, no 2, p. 41-56.